# Ктенохеты
Ктенохеты (лат. Ctenochaetus) — род морских рыб семейства хирурговых. Встречаются в тропиках Индийского и Тихого океанов. Обитают на коралловых рифах. Максимальная длина тела от 15 (Ctenochaetus strigosus) до 27 см (Ctenochaetus marginatus). Имеют видоизмененные скальпелеобразные чешуйки-шипы, по одной или более с каждой стороны от хвоста: опасно острые и могут серьезно ранить при небрежном обращении с рыбой. Спинной, анальный и хвостовой плавники большие, простираются на большую часть длины тела.

## Виды
В состав рода включают 9 видов:
- Ctenochaetus binotatus
- Ctenochaetus cyanocheilus
- Ctenochaetus flavicauda
- Ctenochaetus hawaiiensis
- Ctenochaetus marginatus
- Ctenochaetus striatus — Полосатый ктенохет
- Ctenochaetus strigosus
- Ctenochaetus tominiensis
- Ctenochaetus truncatus